# Temporada 2023 del Campeonato USF Pro 2000
La temporada 2023 del Campeonato USF Pro 2000 fue la 25.ª temporada de dicha competición y la primera con la actual denominación. Comenzó el 4 de marzo en San Petersburgo y finalizó el 3 de septiembre en Portland.
El debutante Myles Rowe se quedó con el título de pilotos.

## Equipos y pilotos
| Equipo                        | N.º | Pilotos              | Rondas      |
| ----------------------------- | --- | -------------------- | ----------- |
| DEForce Racing                | 7   | Bijoy Garg           | 1-13, 16-18 |
| DEForce Racing                | 7   | Mac Clark            | 14-15       |
| DEForce Racing                | 8   | Jorge Garciarce      | 14-15       |
| DEForce Racing                | 12  | Kiko Porto           | Todas       |
| Exclusive Autosport           | 90  | Yuven Sundaramoorthy | 1-13        |
| Exclusive Autosport           | 91  | Salvador de Alba Jr. | Todas       |
| Exclusive Autosport           | 92  | Joel Granfors        | 1-13        |
| Exclusive Autosport           | 93  | Lindsay Brewer       | Todas       |
| Exclusive Autosport           | 95  | Avery Towns          | 14-18       |
| FatBoy Racing!                | 83  | Charles Finelli      | 5-6, 8-9    |
| Jay Howard Driver Development | 4   | Ricardo Escotto      | Todas       |
| Jay Howard Driver Development | 6   | Reece Ushijima       | 1-11        |
| Jay Howard Driver Development | 6   | Frankie Mossman      | 14-18       |
| Miller Vinatieri Motorsports  | 40  | Jack William Miller  | Todas       |
| NeoTech Motorsport            | 81  | Nicholas Monteiro    | Todas       |
| Pabst Racing with Force Indy  | 18  | Myles Rowe           | Todas       |
| Pabst Racing                  | 19  | Jordan Missig        | Todas       |
| Pabst Racing                  | 20  | Jace Denmark         | Todas       |
| TJ Speed Motorsports          | 10  | Lirim Zendeli        | 1-16, 8-18  |
| TJ Speed Motorsports          | 32  | Christian Weir       | 1-13        |
| TJ Speed Motorsports          | 67  | Francesco Pizzi      | Todas       |
| Turn 3 Motorsport             | 1   | Michael d'Orlando    | Todas       |
| Turn 3 Motorsport             | 2   | Jonathan Browne      | Todas       |
| Turn 3 Motorsport             | 3   | Christian Brooks     | 1-2         |
| Turn 3 Motorsport             | 3   | Louka St-Jean        | 8-18        |
| Turn 3 Motorsport             | 44  | Christian Brooks     | 12-13       |
| Turn 3 Motorsport             | 44  | Danny Dyszelski      | 16-18       |
| Turn 3 Motorsport             | 47  | Jackson Lee          | 1-11        |
| Velocity Racing Development   | 17  | Nikita Johnson       | 14-18       |

## Calendario
| Rd. | Fecha             | Circuito                                | Ciudad                   |
| --- | ----------------- | --------------------------------------- | ------------------------ |
| 1   | 4-5 de marzo      | R Circuito callejero de San Petersburgo | San Petersburgo, Florida |
| 2   | 4-5 de marzo      | R Circuito callejero de San Petersburgo | San Petersburgo, Florida |
| 3   | 25-25 de marzo    | R Sebring International Raceway         | Sebring, Florida         |
| 4   | 25-25 de marzo    | R Sebring International Raceway         | Sebring, Florida         |
| 5   | 12-13 de mayo     | R Indianapolis Motor Speedway           | Speedway, Indiana        |
| 6   | 12-13 de mayo     | R Indianapolis Motor Speedway           | Speedway, Indiana        |
| 7   | 27 de mayo        | O Indianapolis Raceway Park             | Brownsburg, Indiana      |
| 8   | 17-18 de junio    | R Road America                          | Elkhart Lake, Wisconsin  |
| 9   | 17-18 de junio    | R Road America                          | Elkhart Lake, Wisconsin  |
| 10  | 1-2 de julio      | R Mid-Ohio Sports Car Course            | Lexington, Ohio          |
| 11  | 1-2 de julio      | R Mid-Ohio Sports Car Course            | Lexington, Ohio          |
| 12  | 15-16 de julio    | R Exhibition Place                      | Toronto, Canadá          |
| 13  | 15-16 de julio    | R Exhibition Place                      | Toronto, Canadá          |
| 14  | 26-27 de agosto   | R Circuito de las Américas              | Austin, Texas            |
| 15  | 26-27 de agosto   | R Circuito de las Américas              | Austin, Texas            |
| 16  | 2-3 de septiembre | R Portland International Raceway        | Portland, Oregón         |
| 17  | 2-3 de septiembre | R Portland International Raceway        | Portland, Oregón         |
| 18  | 2-3 de septiembre | R Portland International Raceway        | Portland, Oregón         |

| Icono | Leyenda                       |
| ----- | ----------------------------- |
| R     | Circuitos mixtos y callejeros |
| O     | Óvalos                        |

## Resultados
| Ronda | Ronda                                 | Pole Position       | Vuelta rápida        | Más vueltas lideradas | Ganadores            | Ganadores                     |
| Ronda | Ronda                                 | Pole Position       | Vuelta rápida        | Más vueltas lideradas | Piloto ganador       | Equipo ganador                |
| ----- | ------------------------------------- | ------------------- | -------------------- | --------------------- | -------------------- | ----------------------------- |
| 1     | Circuito callejero de San Petersburgo | Christian Brooks    | Francesco Pizzi      | Christian Brooks      | Christian Brooks     | Turn 3 Motorsport             |
| 2     | Circuito callejero de San Petersburgo | Francesco Pizzi     | Joel Granfors        | Myles Rowe            | Myles Rowe           | Pabst Racing with Force Indy  |
| 3     | Sebring International Raceway         | Jace Denmark        | Jace Denmark         | Myles Rowe            | Myles Rowe           | Pabst Racing with Force Indy  |
| 4     | Sebring International Raceway         | Michael d'Orlando   | Myles Rowe           | Myles Rowe            | Myles Rowe           | Pabst Racing with Force Indy  |
| 5     | Indianapolis Motor Speedway           | Kiko Porto          | Myles Rowe           | Kiko Porto            | Ricardo Escotto      | Jay Howard Driver Development |
| 6     | Indianapolis Motor Speedway           | Myles Rowe          | Myles Rowe           | Joel Granfors         | Joel Granfors        | Exclusive Autosport           |
| 7     | Indianapolis Raceway Park             | Jack William Miller | Salvador de Alba Jr. | Salvador de Alba Jr.  | Salvador de Alba Jr. | Exclusive Autosport           |
| 8     | Road America                          | Michael d'Orlando   | Michael d'Orlando    | múltiples pilotos     | Michael d'Orlando    | Turn 3 Motorsport             |
| 9     | Road America                          | Christian Weir      | Francesco Pizzi      | Lirim Zendeli         | Lirim Zendeli        | TJ Speed Motorsports          |
| 10    | Mid-Ohio Sports Car Course            | Michael d'Orlando   | Salvador de Alba Jr. | Michael d'Orlando     | Michael d'Orlando    | Turn 3 Motorsport             |
| 11    | Mid-Ohio Sports Car Course            | Myles Rowe          | Kiko Porto           | Myles Rowe            | Myles Rowe           | Pabst Racing with Force Indy  |
| 12    | Exhibition Place                      | Myles Rowe          | Ricardo Escotto      | Myles Rowe            | Michael d'Orlando    | Turn 3 Motorsport             |
| 13    | Exhibition Place                      | Myles Rowe          | Jordan Missig        | Myles Rowe            | Myles Rowe           | Pabst Racing with Force Indy  |
| 14    | Circuito de las Américas              | Mac Clark           | Mac Clark            | Kiko Porto            | Kiko Porto           | DEForce Racing                |
| 15    | Circuito de las Américas              | Kiko Porto          | Mac Clark            | Nikita Johnson        | Nikita Johnson       | Velocity Racing Development   |
| 16    | Portland International Raceway        | Michael d'Orlando   | Lirim Zendeli        | Kiko Porto            | Kiko Porto           | DEForce Racing                |
| 17    | Portland International Raceway        | Michael d'Orlando   | Nikita Johnson       | Michael d'Orlando     | Michael d'Orlando    | Turn 3 Motorsport             |
| 18    | Portland International Raceway        | Michael d'Orlando   | Nikita Johnson       | Nikita Johnson        | Nikita Johnson       | Velocity Racing Development   |

## Clasificaciones

### Sistema de puntuación
| Posición   | 1.º | 2.º | 3.º | 4.º | 5.º | 6.º | 7.º | 8.º | 9.º | 10.º | 11.º | 12.º | 13.º | 14.º | 15.º | 16.º | 17.º | 18.º | 19.º | 20.º |
| Puntos     | 30  | 25  | 22  | 19  | 17  | 15  | 14  | 13  | 12  | 11   | 10   | 9    | 8    | 7    | 6    | 5    | 4    | 3    | 2    | 1    |
| Puntos (O) | 45  | 38  | 33  | 29  | 26  | 23  | 21  | 20  | 18  | 17   | 15   | 14   | 12   | 11   | 9    | 8    | 6    | 5    | 3    | 2    |

### Campeonato de Pilotos
| Pos. | Piloto               | STP | STP | SEB | SEB | IMS1 | IMS1 | IRP | ROA | ROA | MOH | MOH | TOR | TOR | COA | COA | POR | POR | POR | Puntos |
| ---- | -------------------- | --- | --- | --- | --- | ---- | ---- | --- | --- | --- | --- | --- | --- | --- | --- | --- | --- | --- | --- | ------ |
| 1    | Myles Rowe           | 3   | 1*  | 1*  | 1*  | 18   | 5    | 5   | 2   | 4   | 11  | 1*  | 7*  | 1*  | 4   | 6   | 2   | 3   | 10  | 391    |
| 2    | Kiko Porto           | 2   | 2   | 19  | 3   | 7*   | 11   | 10  | 5   | 2   | 19  | 2   | 5   | 7   | 1*  | 2   | 1*  | 5   | 17  | 326    |
| 3    | Salvador de Alba Jr. | 7   | 17  | 7   | 16  | 6    | 2    | 1*  | 14  | 10  | 10  | 4   | 2   | 5   | 8   | 5   | 6   | 11  | 2   | 291    |
| 4    | Michael d'Orlando    | 18  | 11  | 16  | 11  | 3    | 14   | 6   | 1   | 20  | 1*  | 3   | 1   | 14  | 17  | 7   | 9   | 1*  | 5   | 288    |
| 5    | Lirim Zendeli        | 16  | 4   | 6   | 2   | 14   | 10   |     | 19  | 1*  | 6   | 10  | 3   | 2   | 5   | 4   | 11  | 4   | 18  | 259    |
| 6    | Francesco Pizzi      | 4   | 5   | 3   | 7   | 11   | 7    | 4   | 6   | 5   | 15  | 17  | 6   | 6   | 16  | 9   | 7   | 10  | 6   | 259    |
| 7    | Jace Denmark         | 5   | 3   | 4   | 17  | 16   | 3    | 18  | 7   | 7   | 2   | 5   | 9   | 16  | 18  | 8   | 4   | 6   | 4   | 252    |
| 8    | Jonathan Browne      | 10  | 12  | 12  | 8   | 4    | 4    | 7   | 4   | 3   | 17  | 15  | 15  | 10  | 10  | 13  | 13  | 9   | 3   | 230    |
| 9    | Jack William Miller  | 14  | 9   | 11  | 6   | 5    | 15   | 3   | 16  | 11  | 3   | 12  | 18  | 13  | 7   | 10  | 12  | 8   | 14  | 212    |
| 10   | Joel Granfors        | 9   | 8   | 2   | 9   | 20   | 1*   | 2   | 15  | 6   | 4   | 9   | 4   | 19  |     |     |     |     |     | 206    |
| 11   | Jordan Missig        | 20  | 7   | 5   | 19  | 19   | 8    | 8   | 3   | 17  | 20  | 18  | 10  | 3   | 19  | 12  | 8   | 13  | 7   | 179    |
| 12   | Bijoy Garg           | 12  | 14  | 14  | 12  | 17   | 13   | 14  | 18  | 19  | 5   | 8   | 17  | 9   |     |     | 3   | 7   | 13  | 154    |
| 13   | Ricardo Escotto      | 15  | 18  | 18  | 10  | 1    | 17   | 15  | 11  | 9   | 9   | 11  | 13  | 15  | 6   | 18  | 16  | 19  | 16  | 153    |
| 14   | Reece Ushijima       | 6   | 19  | 8   | 4   | 2    | 9    | 11  | 13  | 8   | 18  | 6   |     |     |     |     |     |     |     | 140    |
| 15   | Yuven Sundaramoorthy | 8   | 20  | 9   | 14  | 9    | 12   | 9   | 10  | 13  | 13  | 13  | 14  | 8   |     |     |     |     |     | 121    |
| 16   | Christian Weir       | 17  | 10  | 10  | 13  | 8    | 6    | 17  | 9   | 15  | 8   | 14  | 12  | 17  |     |     |     |     |     | 119    |
| 17   | Nikita Johnson       |     |     |     |     |      |      |     |     |     |     |     |     |     | 3   | 1*  | 14  | 2   | 1*  | 118    |
| 18   | Lindsay Brewer       | 13  | 16  | 15  | 18  | 12   | 19   | 16  | 12  | 14  | 16  | 19  | 16  | 12  | 14  | 19  | 18  | 15  | 11  | 108    |
| 19   | Nicholas Monteiro    | 19  | 13  | 17  | 15  | 15   | 16   | 13  | 20  | 12  | 12  | 16  | 11  | 11  | 15  | 16  | 19  | 18  | 19  | 106    |
| 20   | Louka St-Jean        |     |     |     |     |      |      |     | 8   | 16  | 7   | 7   | 19  | 18  | 13  | 15  | 5   | 14  | 8   | 101    |
| 21   | Jackson Lee          | 11  | 15  | 13  | 5   | 10   | 18   | 12  | 17  | 18  | 14  | 20  |     |     |     |     |     |     |     | 84     |
| 22   | Christian Brooks     | 1*  | 6   |     |     |      |      |     |     |     |     |     | 8   | 4   |     |     |     |     |     | 79     |
| 23   | Mac Clark            |     |     |     |     |      |      |     |     |     |     |     |     |     | 2   | 3   |     |     |     | 50     |
| 24   | Avery Towns          |     |     |     |     |      |      |     |     |     |     |     |     |     | 12  | 17  | 10  | 16  | 12  | 39     |
| 25   | Frankie Mossman      |     |     |     |     |      |      |     |     |     |     |     |     |     | 9   | 11  | 17  | 17  | 15  | 37     |
| 26   | Danny Dyszelski      |     |     |     |     |      |      |     |     |     |     |     |     |     |     |     | 15  | 12  | 9   | 27     |
| 27   | Jorge Garciarce      |     |     |     |     |      |      |     |     |     |     |     |     |     | 11  | 14  |     |     |     | 17     |
| 28   | Charles Finelli      |     |     |     |     | 13   | 20   |     | 21  | 21  |     |     |     |     |     |     |     |     |     | 12     |
| Pos. | Piloto               | STP | STP | SEB | SEB | IMS1 | IMS1 | IRP | ROA | ROA | MOH | MOH | TOR | TOR | COA | COA | POR | POR | POR | Puntos |

| Color   | Resultado                    |
| ------- | ---------------------------- |
| Oro     | Ganador                      |
| Plata   | 2.º lugar                    |
| Bronce  | 3.er lugar                   |
| Verde   | 4.º y 5.º lugar (top 5)      |
| Celeste | 6.º a 10.º lugar (top 10)    |
| Azul    | Finalizó (afuera del top 10) |
| Violeta | No terminó                   |
| Rojo    | DNQ - No se clasificó        |
| Marrón  | Wth - Retirado               |
| Negro   | DSQ - Descalificado          |
| Blanco  | DNS - No empezó              |
| Blanco  | C - Carrera cancelada        |

| Estado  | Resultado                                |
| ------- | ---------------------------------------- |
| Negrita | Pole position                            |
| Cursiva | Vuelta rápida                            |
| L       | Lideró al menos una vuelta de la carrera |
| *       | Quien lideró más vueltas en la carrera   |
| RY      | Novato del Año                           |
| R       | Novato                                   |

### Campeonato de Equipos
| Pos. | Equipo                        | Puntos |
| ---- | ----------------------------- | ------ |
| 1    | Pabst Racing                  | 332    |
| 2    | Turn 3 Motorsport             | 253    |
| 3    | TJ Speed Motorsports          | 251    |
| 4    | Exclusive Autosport           | 233    |
| 5    | DEForce Racing                | 226    |
| 6    | Jay Howard Driver Development | 119    |
| 7    | Miller Vinatieri Motorsports  | 115    |
| 8    | NeoTech Motorsport            | 60     |
| 9    | Velocity Racing Development   | 43     |
| 10   | FatBoy Racing!                | 16     |